# زمین‌لرزه ۱۹۳۰ هند
زمین‌لرزه هند  در تاریخ ۲ ژوئیه ۱۹۳۰ میلادی، برابر با ‎۱۱ تیر ۱۳۰۹، ساعت ۲۱:۰۳:۴۴ به زمان یوتی‌سی در هندوستان رخ داد. ژرفای این زلزله ۳۵ کیلومتر بود. بزرگی آن ۷٫۱ در مقیاس Ms و بیشینهٔ شدت آن در مقیاس مرکالی IX اعلام شده‌است. زمین‌لرزه به وقت محلی در روز پنج‌شنبه، ساعت ۲٫۵ روی داده و منطقه زمانی آن یوتی‌سی +۵٫۵ بوده‌است .